# Sint-Johannes de Doperkerk (Breukelen)
De Sint-Johannes de Doperkerk is een rooms-katholieke kerk aan de Straatweg 146 en met de achterzijde aan de Herenstraat in Breukelen in de Nederlandse provincie Utrecht.
De Heilige Johannes de Doperparochie werd in 1795 gesticht. In 1883 werd gestart met de voorbereidende werkzaamheden voor de bouw van een nieuwe kerk. De eerste steen werd op 14 mei 1884 gelegd door de bouwpastoor W.G. van Vuuren. In 1885 was de kerk klaar en werd op 18 december plechtig ingewijd door aartsbisschop P.M. Snickers.
De architect van de kerk was Evert Margry, die daarbij werd bijgestaan door zijn jongere broer Albert en Jozef Snickers, een familielid van de aartsbisschop was. Margry ontwierp een driebeukige pseudobasilieke kruiskerk in neogotische stijl. Het schip telt zes traveeën tot aan het transept en daarachter een travee voor het koor. Het priesterkoor is op het oosten georiënteerd. Boven de westelijke entree staat de toren. De plafonds van het schip en het transept zijn voorzien van beschilderde houten gewelven. De zijbeuken zijn voorzien van gemetselde kruisribgewelven.
Het hoofdaltaar werd in 1894-1895 gebouwd door de firma Mengelberg uit Utrecht. Daar werden ook de beelden van Antonius van Padua, het Heilig Hart van Maria, het Heilig Hart van Jezus en de kaarsendragende engelen gemaakt. De gebrandschilderde ramen werden gemaakt door Heinrich Geuer, Otto en Willem Mengelberg, Cornelius van Straaten en de N.V. Kunstwerkplaats Cuypers en Co. uit Roermond.
De Johannes de Doperkerk is een rijksmonument. De kerk wordt tot op heden gebruik door de Parochie St. Jan de Doper.

## Referentie
- ReliWiki: Breukelen, Straatweg 146 - Johannes de Doperkerk, beschrijving Monumentendienst en foto's